# Итальянско-шведские отношения
Итальянско-шведские отношения — двусторонние дипломатические отношения между Италией и Швецией.
Остготы, произошедшие от го́тов из нынешнего шведского региона Гёталанд, были тесно связаны, наряду с вестготами, с падением Западной Римской империи и заменой её Остготским королевством. Но, в отличие от Вестготского королевства, оно было за короткое время побеждено Византийской империей.
По состоянию на 2012 год связи между странами можно охарактеризовать как прочные, особенно благодаря тому, что итальянские иммигранты обосновались в Швеции после Второй мировой войны, а всё большее число шведских чартерных туристов начали путешествовать в Италию. С конца 1940-х годов многие шведские футболисты добились успеха в итальянских клубных командах.

## История

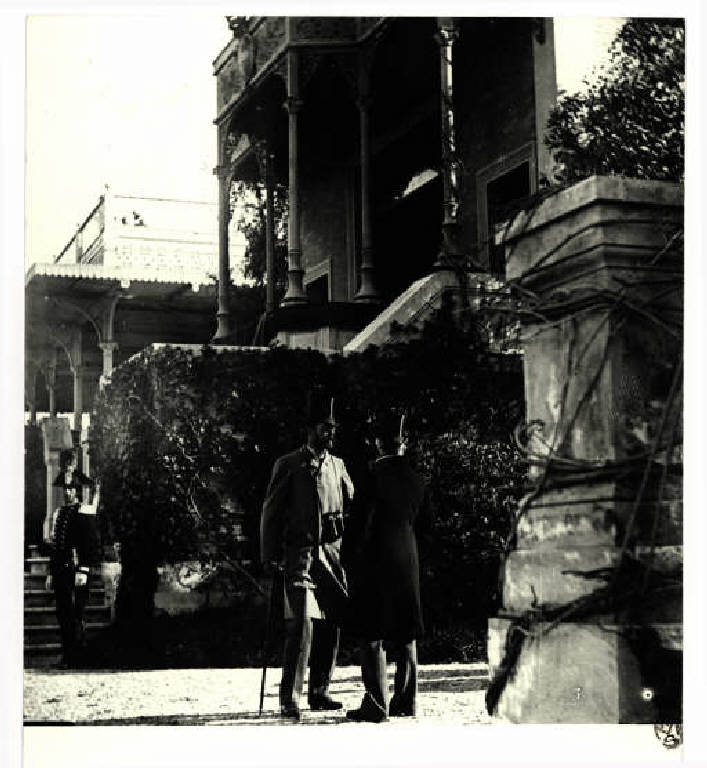
Густав Бернадот на встрече с Умберто I в конце XIX века

Исторические данные свидетельствуют о некоторых официальных встречах между главами государств двух стран в течение многих лет. В 1890-х годах наследный принц Швеции и Норвегии Густав Бернадот (будущий король Швеции Густав V) посетил Италию, где встретился с королём Умберто I. В 1933 году король Виктор Эммануил III встретился с королём Густавом V. В 1966 году король Швеции Густав VI Адольф и президент Италии Джузеппе Сарагат были сфотографированы в карете.

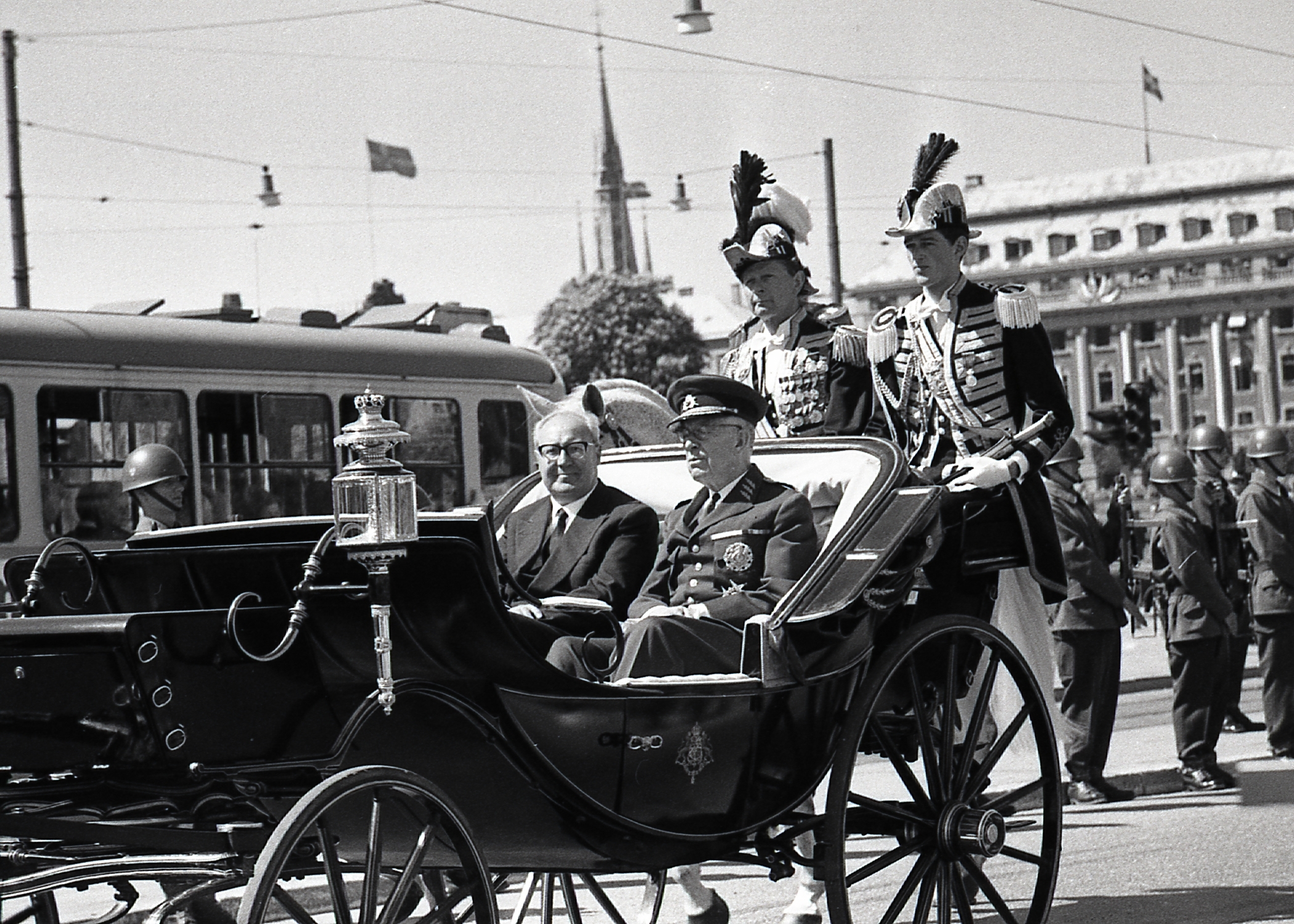
Король Швеции Густав VI Адольф и президент Италии Джузеппе Сурагат

Когда в декабре 1935 года Италия взорвала шведскую машину скорой помощи в Абиссинии, начались протесты.
Италия и Швеция являются частью Европейского Союза. Италия была одной из шести стран, основавших предшествующее ЕС Европейское объединение угля и стали, подписав Парижский договор, по которому оно было создано в 1951 году. Швеция стала членом Европейского Союза 1 января 1995 года, присоединившись к Европейскому экономическому сообществу.
Швеция и Италия стали членами Организации Объединённых Наций соответственно в 1946 и 1955 годах.
Италия и Швеция входили в коалицию из 35 стран, сражавшихся с Ираком в войне в Персидском заливе (1990—1991). Коалицию возглавляла Организация Объединённых Наций, а точнее Соединённые Штаты Америки. Войне в Персидском заливе предшествовала оккупация Ираком района Кувейта и введение Советом Безопасности ООН эмбарго против Ирака. Италия внесла свой вклад в конфликт своими военно-воздушными силами, и 225 завершённых миссий получили коллективное название Operazione Locusta. В Швеции был развёрнут полевой госпиталь и она участвовала в разоружении Ирака после войны (1991—2003 гг.).
Италия поддержала заявку Швеции на вступление в НАТО в мае 2022 года.

## Экономическое сотрудничество
Италия и Швеция являются торговыми партнёрами. Италия является 12-м по значимости торговым партнёром Швеции. В 2020 году шведский экспорт в Италию составил 4,24 миллиарда долларов или 2,78 % от его общей суммы. В том же году на Италию приходилось 3,71 % от общей стоимости импорта Швеции с 5,19 миллиарда долларов.
В 2020 году на Швецию приходилось 1,08 % от общего объёма итальянского экспорта на сумму 5,19 млрд долларов и 0,99 % от общего объёма итальянского импорта на сумму 4,24 млрд долларов. В 2021 году Швеция была 18-м торговым партнером Италии по экспорту Италии и 23-м по импорту.
Основными секторами импорта Швеции из Италии являются машины, автомобили и прицепы, продукты питания и металлургическая продукция. Наиболее важными секторами импорта Италии из Швеции в 2018 году были бумага и бумажные изделия.
По состоянию на 2016 год в Швеции действовало 145 итальянских компаний, в которых работало 5153 человека. В основном это относилось к коммерческим отраслям. Некоторые итальянские компании также проявили интерес к инфраструктурным проектам, например, к Шведской железной дороге. В том же году на территории Италии действовало 300 шведских компаний, в которых работало почти 36 000 человек, к ним относились в том числе Ericsson, Volvo, H&M и IKEA.

### Международные облигации
В 1980 г. Швеция и Италия заключили соглашение об избежании двойного налогообложения и предотвращении уклонения от уплаты налогов в отношении налогов на доходы и капитала. Италия подписала договор 6 марта 1980 г. и ратифицировала его 4 июня 1982 г. В Италии договор вступил в силу 5 июля 1983 г..

## Научное сотрудничество
В 2014 году Совместный комитет Италии и Швеции подписал Исполнительную программу научно-технического сотрудничества на 2014—2017 годы, которая касалась итальянско-шведского партнёрства в области науки и технологий в отношении экономики, общества и культуры двух стран. Комитет утвердил пять финансируемых проектов в областях, представляющих общий интерес, таких как культурное наследие, нанонаука и нейронаука.
В 2017 году итальянское MAECI (Министерство иностранных дел и международного сотрудничества) в сотрудничестве с MIUR (Министерство образования, университетов и научных исследований) объявило конкурс на совместные исследовательские проекты между Италией и Швецией в рамках соглашения о научном и технологическом сотрудничестве 2018—2020 гг. Среди приоритетных областей исследований были природные опасности, технологии, применяемые к нанонауке, неврологии и онкологии, чистая энергия, интеллектуальная фабрика и кибербезопасность, а также технологии и исследования, применяемые к культурному наследию.

## Культурное сотрудничество
Культурные связи между Италией и Швецией в основном связаны с образованием и искусством.
В 1941 году, после заключения двустороннего соглашения между двумя государствами, в Стокгольме был создан первый итальянский Институт развития итальянского языка. В 1954 году он стал «Итальянским институтом культуры в Стокгольме» для взаимной передачи и обмена двумя культурами. Создание этого института стало отправной точкой для будущего художественного и культурного сотрудничества. Италия и Швеция имеют ряд образовательных обменов от средней школы до постдокторского уровня и стипендий. Итальянский институт культуры и посольство Италии в Стокгольме продвигают и облегчают культурные связи между культурами и организациями Италии и Швеции.
Культурное сотрудничество также развивается посредством мероприятий как в Швеции, так и в Италии, таких как художественные выставки. Швеция выставляет искусство в Северном павильоне на Венецианской биеннале, построенном в 1962 году.

## Постоянные дипломатические миссии

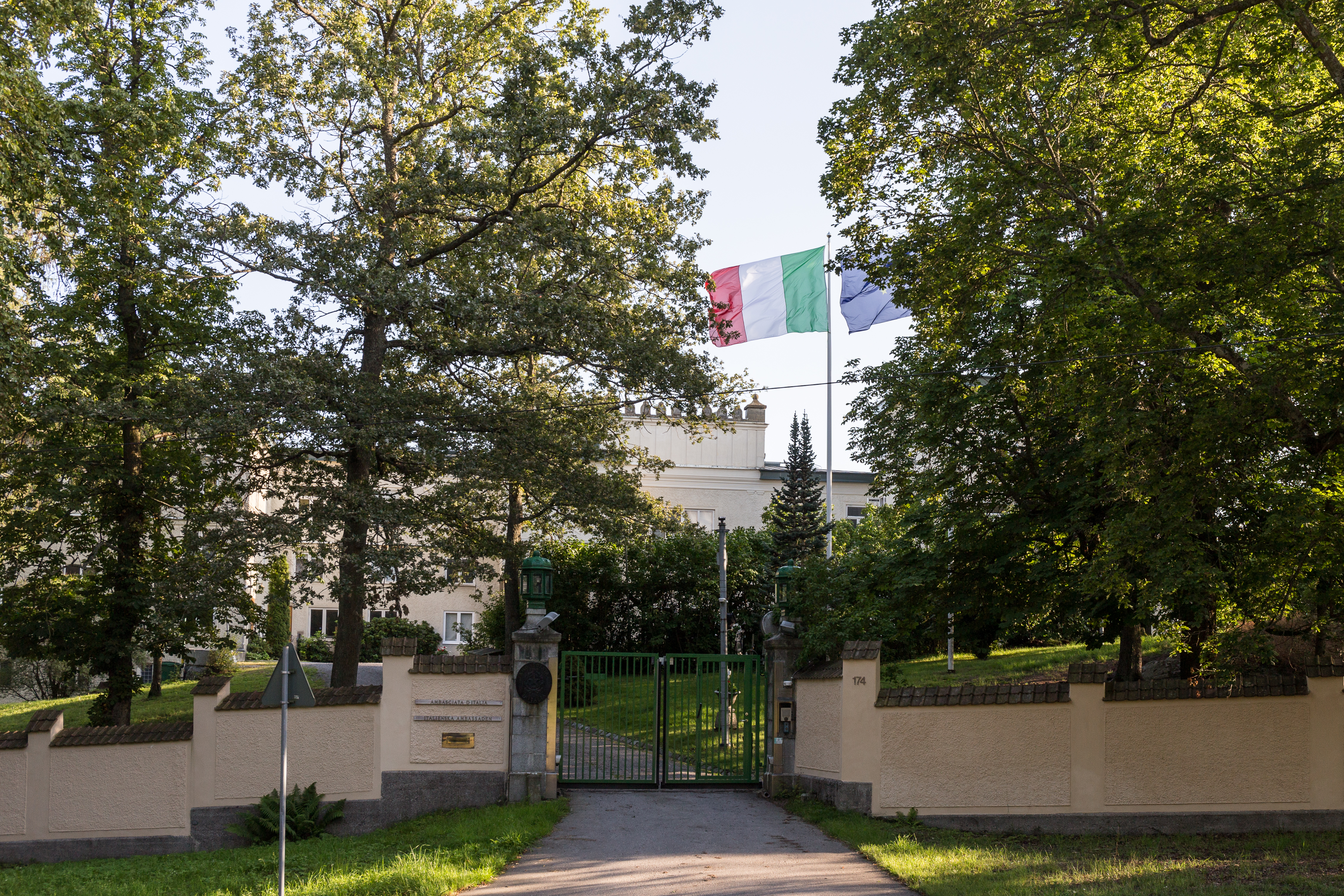
Посольство Италии в Стокгольме

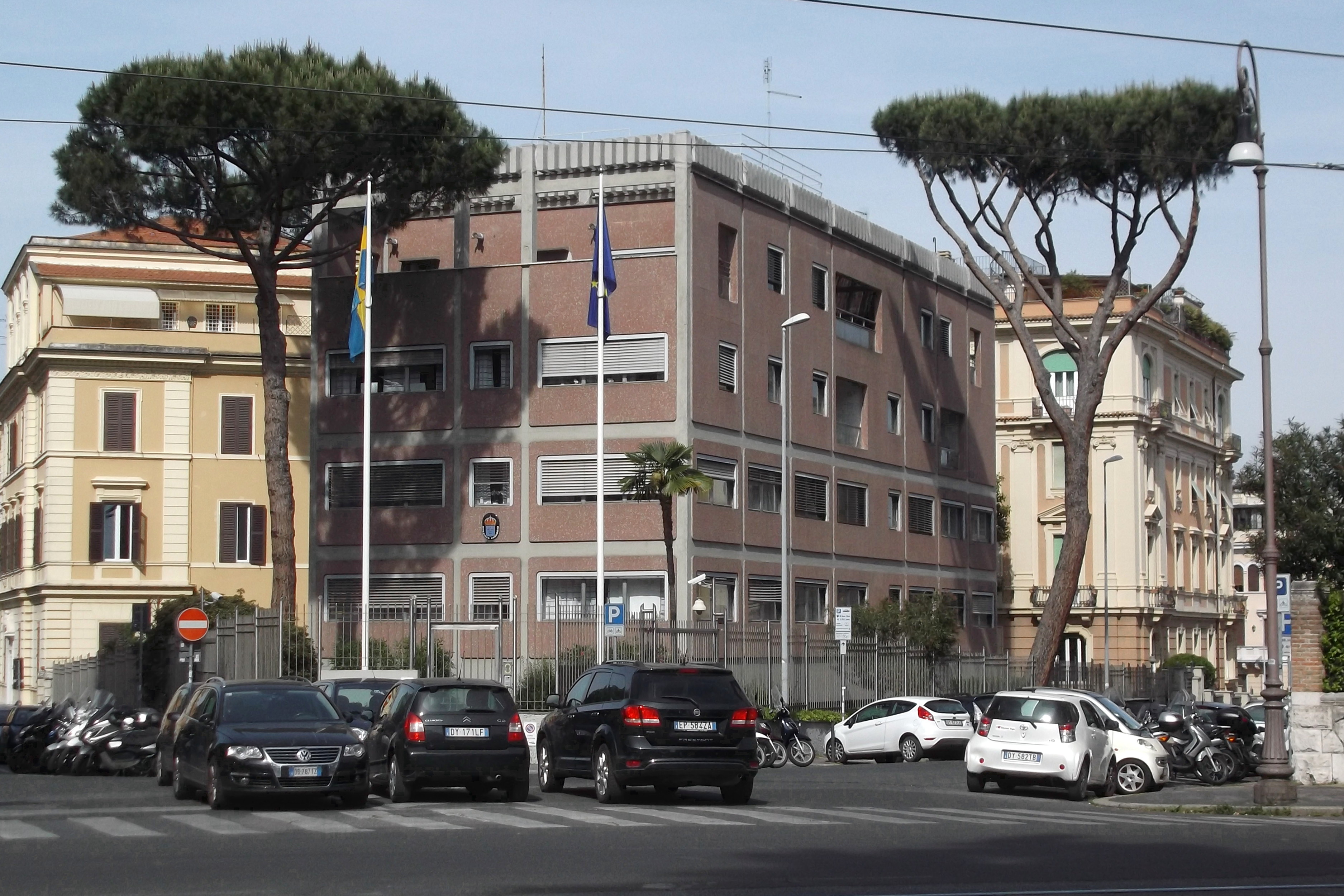
Посольство Швеции в Риме

У Италии есть посольство в Стокгольме, а у Швеции — посольство в Риме.
Помимо посольства в Риме, Швеция имеет ещё 13 представительств в Италии, в том числе консульства в Анакапри, Бари, Болонье, Кальяри, Кастильоне-делла-Пеская, Флоренции, Генуе, Милане, Неаполе, Палермо, Турине, Триесте и Венеции. Италия имеет ещё 7 представительств в Швеции, включая консульства в Мальмё, Умео, Сундсвалле, Гётеборге и вице-консульства в Лулео, Карлстаде, Висбю.